# Urbe
Urbe é uma comuna italiana da região da Ligúria, província de Savona, com cerca de 865 habitantes. Estende-se por uma área de 31 km², tendo uma densidade populacional de 28 hab/km². Faz fronteira com Genova (GE), Ponzone (AL), Sassello, Tiglieto (GE).

## Demografia
| Variação demográfica do município entre 1861 e 2011                               |
|                                                                                   |
| Fonte: Istituto Nazionale di Statistica (ISTAT) - Elaboração gráfica da Wikipedia |